# 슈퍼패스트!
슈퍼패스트!(Superfast!)는 미국에서 제작된 제이슨 프리드버그, 에런 셀처 감독의 2015년 코미디 영화이다. 릴리 미로닉 등이 주연으로 출연하였다. 분노의 질주 시리즈를 패러디하였다.

## 줄거리
잠복근무 중인 경찰관 루커스 화이트는 로스앤젤레스 암흑계 대부 후안 카를로스 데라솔을 잡기 위해 그의 밑에서 일하는 빈 서렌토의 거리 경주 집단에 접근한다. 루커스가 빈의 여동생 조대나와 가까워지는 와중에 후안이 빈을 배신하자 루커스와 빈은 함께 후안의 비밀 자금이 숨겨져있는 타코 가게를 털기로 한다.

## 출연진
- 릴리 미로지닉
- 앤드리아 나베도
- 대니얼 부코
- 조지프 줄리언 소리아
- 크리스 팡
- 라일리 리드

## 기타 제작진
- 의상: 머레사 릭트마이어